# Carlos Carrera
Luis Carlos Carrera González (Ciutat de Mèxic, 18 d'agost de 1962) és un director, guionista i animador mexicà, quatre vegades guardonat amb el Premi Ariel.
El mes de febrer de 1991 s'estrena en privat la còpia 0 del seu primer llargmetratge, La mujer de Benjamín, guanyadora de la segona edició del programa d'òperes primes del CCC, escola on va cursar els seus estudis de cinema després d'haver estudiat la carrera de ciències de la comunicació en la UIA. La seva estrena mundial va ser en el Festival Internacional de Cinema de Berlín, en Alemanya, en 1991, al costat d'altres cintes mexicanes per a un cicle nomenat "Panoràmica del Cinema Mexicà", mentre que el 29 d'agost s'estrena en el circuit comercial mexicà, en sales de la capital del país.
El seu segon treball, La vida conyugal, basat en la novel·la homònima de Sergio Pitol, va passar inadvertit per a crítica i públic però, mentre realitzava aquest film, Carrera treballava en un curtmetratge d'animació, el qual li posaria en els primers plans: El héroe (1994), cinta on un home intenta detenir el suïcidi d'una jove al metro, que va ser enviat al Festival de Canes on va obtenir la Palma d'Or al millor curtmetratge del certamen, convertint Carrera en el primer director mexicà a obtenir aquest premi, des que se li va atorgar a María Candelaria en 1946, any en què totes les cintes presentades van ser guardonades.
El seu següent treball seria Sin remitente, projecte al qual va ser convidat per Jean Pierre Leleu, qui es trobava al capdavant de Televicine en el període en el qual l'empresa es va enfocar a realitzar tant cintes comercials com cintes de molta qualitat artística. Malgrat treballar per a la companyia productora de cinema filial de Televisa, es nota la mà de Carrera amb parts on els personatges busquen afecte i són solitaris. Aquest film va resultar reeixit en 1995 i obté diversos Arieles, inclosos millor pel·lícula i millor director.
En 1998 filma Un embrujo, a invitació de Bertha Navarro, coproductora de la pel·lícula al costat de Guillermo del Toro, una història d'època protagonitzada per Blanca Guerra que obté reconeixement de la crítica, fent-ho creditor al seu segon Ariel com a millor director i que va ser el seu primer film seleccionat com a representant mexicà per als premis Óscar, encara que no va aconseguir ser nominat.
En 2002 és convidat per Alfredo Ripstein, amb la seva companyia Albereda Films, per a filmar El crimen del padre Amaro, adaptació de la novel·la de José María Eça de Queiroz camb guió a càrrec del dramaturg Vicente Leñero, protagonitzada per Gael García Bernal i Ana Claudia Talancón. Va ser triada per l'acadèmia mexicana de cinema com a representant per a competir per l'Oscar, sent nominada a la terna de les cinc pel·lícules que van competir per l'estatueta a millor pel·lícula estrangera, premi que finalment va recaure en la cinta alemanya Nirgendwo in Afrika. Es va mantenir com la cinta mexicana més taquillera i amb major nombre d'espectadors fins a 2013, any en què va ser desbancada per Nosotros, los Nobles.
Des de 2004 ha estat assessor creatiu a la pel·lícula cinematogràfica animada mexicana "Imaginum", de la casa Ánima Estudios.
Després d'aquest film, el director va participar amb un parell de segments en llargmetratges col·lectius: Cero y van cuatro (l'episodi Barbacoa de chivo) i Sexo, amor y otras perversiones (episodi María en el elevador) i va realitzar un altre curtmetratge d'animació titulat De raiz, pel qual va obtenir l'Ariel l'any 2004. El 2009 va dirigir Backyard: El traspatio sobre els feminicidis a Ciudad Juárez, pel que va obtenir una placa de plata al Festival Internacional de Cinema de Chicago.
Va ser president de l'AMACC durant el període 2010-2012.
La seva última pel·lícula Ana y Bruno (2018), va obtenir el Premi Quirino al Millor Llargmetratge d'Animació Iberoamericà en la primera edició d'aquests guardons que premien el talent iberoamericà.

## Filmografia
| Any  | Pel·lícula                             | Nota                                                      |
| ---- | -------------------------------------- | --------------------------------------------------------- |
| 1984 | El hijo pródigo                        | Curtmetratge                                              |
| 1986 | Cuando me vaya                         | Curtmetratge                                              |
| 1988 | Amada                                  | Curtmetratge                                              |
| 1988 | Malayerba nunca muerde                 | Curtmetratge d'animació                                   |
| 1988 | Un muy Curtmetratge                    | Curtmetratge                                              |
| 1989 | La paloma azul                         | Curtmetratge d'animació                                   |
| 1989 | Un vestidito blanco como la leche Nido | Curtmetratge d'animació                                   |
| 1990 | Música para dos                        | Curtmetratge d'animació                                   |
| 1991 | La mujer de Benjamín                   |                                                           |
| 1991 | Infamia                                | Vídeo                                                     |
| 1991 | Los mejores deseos                     | Curtmetratge                                              |
| 1992 | La vida conyugal                       |                                                           |
| 1992 | Matrimonio y mortaja                   | Vídeo                                                     |
| 1994 | El héroe                               | Curtmetratge d'animació                                   |
| 1994 | Sombras de la Malinche                 | Curtmetratge documental                                   |
| 1995 | Sin remitente                          |                                                           |
| 1998 | Un embrujo                             |                                                           |
| 2000 | Brisa de Navidad                       | Telefilm de mig metratge                                  |
| 2002 | El crimen del padre Amaro              | Coproducció Mèxic-Espanya                                 |
| 2004 | Cero y van 4                           | Episodi Barbacoa de chivo                                 |
| 2004 | De raíz                                | Curtmetratge d'animació                                   |
| 2004 | Imaginum                               | Assessoria creativa.                                      |
| 2005 | Sexo, amor y otras perversiones        | Episodi María en el elevador                              |
| 2008 | Backyard: El traspatio                 |                                                           |
| 2009 | De la infancia                         |                                                           |
| 2018 | Ana y Bruno                            | Llargmetratge d'animació, codirigit amb Enrique Navarrete |

## Premis
| Any  | Pel·lícula                | Premi |
| ---- | ------------------------- | --- |
| 1992 | La mujer de Benjamín      | Ariel: Guanyador per "Millor ópera prima", nominacions com "Millor pel·lícula", "Millor argument original" i "Millor guió cinematogràfic". |
| 1994 | El héroe                  | Ariel: Guanyador per "Millor curtmetratge d'animació"; Palma de Oro: Guanyador per "Millor curtmetratge" del Festival de Canes.            |
| 1996 | Sin remitente             | Ariel: Guanyador per "Millor direcció", nominació com "Millor pel·lícula".                                                                 |
| 1999 | Un embrujo                | Ariel: Guanyador per "Millor direcció" i per "Millor guió adaptat", nominació com "Millor pel·lícula".                                     |
| 2003 | El crimen del padre Amaro | Ariel: Guanyador per "Millor direcció" i per "Millor pel·lícula".                                                                          |
| 2004 | De raíz                   | Ariel: Guanyador per "Millor curtmetratge d'animació".                                                                                     |
| 2010 | Backyard: El traspatio    | Ariel: Guanyador per "Millor direcció"; Premis Canacine: Guanyador per "Millor direcció".                                                  |